# Viscum oreophilum
Viscum oreophilum är en sandelträdsväxtart som beskrevs av D. Wiens. Viscum oreophilum ingår i släktet mistlar, och familjen sandelträdsväxter. Inga underarter finns listade i Catalogue of Life.